# Bagahi (Parsa)
Pour les articles homonymes, voir Bagahi.
Bagahi (en népalais : बगही) est un comité de développement villageois du Népal situé dans le district de Parsa. Au recensement de 2011, il comptait 5 837 habitants.